# Battuda
Battuda é uma comuna italiana da região da Lombardia, província de Pavia, com cerca de 358 habitantes. Estende-se por uma área de 6 km², tendo uma densidade populacional de 60 hab/km². Faz fronteira com Marcignago, Rognano, Trivolzio, Trovo, Vellezzo Bellini.

## Demografia
| Variação demográfica do município entre 1861 e 2011                               |
|                                                                                   |
| Fonte: Istituto Nazionale di Statistica (ISTAT) - Elaboração gráfica da Wikipedia |